# رافائيل كريستن
رافائيل كريستن هو نحات سويسري، ولد في 16 يوليو 1811 في بازل في سويسرا، وتوفي في 14 يناير 1880 في برن في سويسرا.